# Марсианские земли
«Марсианские земли» (англ. Martian Land) — научно-фантастический фильм компании The Asylum, снятый в 2015 году.
Фильм является мокбастером фантастического фильма Ридли Скотта «Марсианин», вышедшего в том же году.

## Сюжет
В далеком будущем большая часть человечества живёт на Марсе, в городах, напоминающих те, что когда-то были на Земле. Города защищены от негостеприимной марсианской атмосферы куполообразными силовыми полями. Когда мощная песчаная буря прорывается сквозь купол и разрушает марсианский Нью-Йорк, жители марсианского Лос-Анджелеса должны придумать, как остановить бурю, прежде чем она сотрет город с лица земли...

## В ролях
- Кэролайн Уильямс — Ульяна

## Критика
Журнал «Radio Times» выставил «Марсианским землям» оценку в 2 звезды из 5. Интернет-издание «The Movie Scene» также поставило фильму 2 звезды из 5, отметив, что актёрская игра Лейна Таунсенда была лучшей частью фильма. Рецензент Movie Mag счел аннотацию к ленте интригующей, но обнаружил, что в итоге все задумки в конечном счёте были испорчены. «Мория» также отмечает, что этот фильм в целом сделан качественней, чем большинство других проектов студии The Asylum, хотя научная достоверность некоторых моментов в фильме сомнительна.